# Brachysteleum mittenii
Brachysteleum mittenii là một loài rêu trong họ Ptychomitriaceae. Loài này được (A. Jaeger) Hampe mô tả khoa học đầu tiên năm 1881.